# Taken : À la recherche de Sophie Parker
Pour plus de détails, voir Fiche technique et Distribution.
Taken : À la recherche de Sophie Parker (Taken: The Search for Sophie Parker) est un téléfilm américain réalisé par Don Michael Paul et diffusé le 21 septembre 2013 sur Lifetime.
Le film s'inspire largement du film français Taken réalisé par Pierre Morel et sorti en 2008. 

## Synopsis
Lieutenant de police à New York, Stephanie Parker assiste par téléphone à l'enlèvement, en plein Moscou, de sa fille Sophie. Devant faire face à un groupe de mafieux spécialisé dans la traite des femmes et le proxénétisme, elle aura besoin de tout son talent de lieutenant et de l'aide de Nadia pour l'en extirper en moins de 48 heures.

## Fiche technique
- Titre original : Taken: The Search for Sophie Parker
- Titre français : Taken : À la recherche de Sophie Parker
- Réalisation : Don Michael Paul
- Scénario : Ellis Black et Rafael Jordan
- Photographie : Alexander Krumov
- Musique : Frederik Wiedmann
- Pays d'origine :  États-Unis
- Langue originale : anglais
- Durée : 87 minutes
- Date de diffusion :
  -  France : 14 avril 2014 et 24 avril 2015 sur TF1

## Distribution

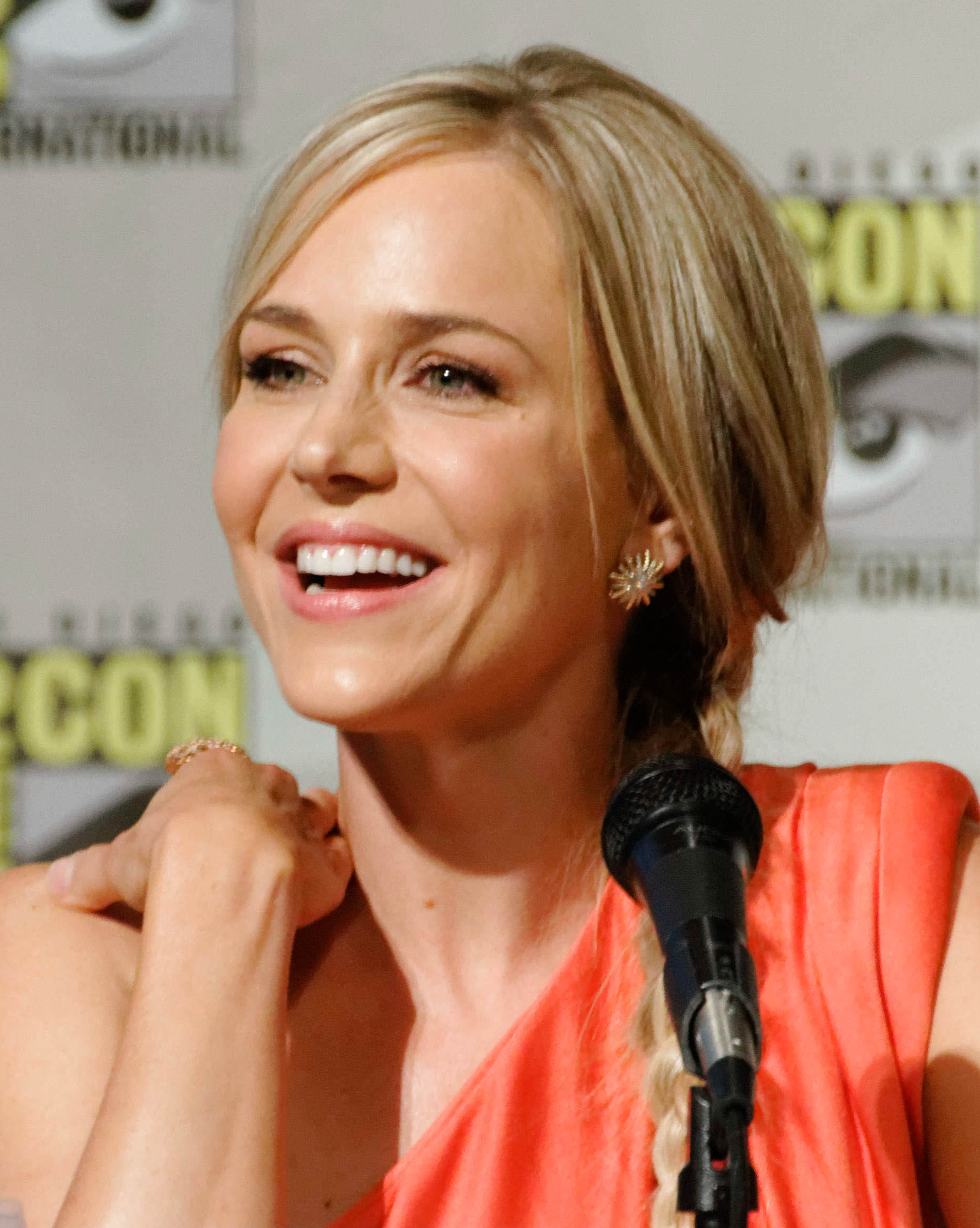
Julie Benz au Comic-Con 2012

- Julie Benz (VF : Juliette Degenne) : Stephanie « Stevie »Parker
- Amy Bailey (en) (VF : Olivia Nicosia) : Nadia
- Jeffrey Meek (VF : Joël Zaffarano) : Jimmy Devlin
- Naomi Battrick (en) : Sophie Parker
- Jemma Dallender (VF : Flora Kaprielian) : Janie Hillman
- Andrew Byron : Mikhail
- Matvey Borushko (VF : Grégory Kristoforoff) : Bobby

Source et légende : Version française (VF) sur RS Doublage

## Accueil
Le téléfilm a été vu par 1,81 million de téléspectateurs lors de sa première diffusion.